# Bezirk Jaunpiebalga
Der Bezirk Jaunpiebalga (Jaunpiebalgas novads) war ein Bezirk im Nordosten Lettlands in der historischen Landschaft Vidzeme, der von 2009 bis 2021 existierte. Bei der Verwaltungsreform 2021 wurde der Bezirk aufgelöst, seine Gemeinden gehören seitdem zum Bezirk Cēsis.

## Geographie
Das ländliche Gebiet liegt am Oberlauf der Gauja. Eine Bahnlinie von Amata nach Gulbene verläuft in west-östlicher Richtung.

## Bevölkerung
Der Bezirk bestand aus den zwei Gemeinden (pagasts) Zosēni und dem Verwaltungszentrum Jaunpiebalga. 2671 Einwohner lebten 2010 im Bezirk Jaunpiebalga, 2020 waren es nur noch 1972.

## Nachweise
1. ↑  Vides aizsardzības un reģionālās attīstības ministrija (Ministerium für Naturschutz und Regionalentwicklung), Karten und Auflistung der Verwaltungseinheiten, abgerufen am 20. Juli 2021
2. ↑  Bevölkerung der Regionen, Städte und Bezirke Centrālā statistikas pārvalde (Statistisches Amt der Republik Lettland), abgerufen am 12. April 2021.